# Кайхорі Аюмі
Кайхорі Аюмі  (яп. 海堀 あゆみ; нар. 4 вересня 1986, Наґаокакьо) — японська футболістка, олімпійська медалістка.

## Виступи на Олімпіадах
| Олімпіада   | Дисципліна | Місце |
| ----------- | ---------- | ----- |
| Лондон 2012 | футбол     | 2     |